# Жабокритский, Иосиф Петрович
Иосиф (Осип) Петрович Жабокритский (1793 — 1866) — русский военачальник, генерал-лейтенант (06.12.1854). Участник Наполеоновских войн и Польской кампании 1831 года, участник Венгерского похода 1849 года и Крымской войны.

## Биография
Родился в 1793 году, происходил из дворян Киевской губернии. Воспитывался в Уманском училище отцов Базильянов (в Киевской губернии).
На службу определён 14 августа 1812 года в Украинский регулярный казачий (впоследствии уланский) полк. Первый офицерский чин (корнета) получил в 1813 году. Находясь в авангарде войск во время Заграничного похода против французов, Жабокритский участвовал в генеральном сражении под Лейпцигом. После перехода через Рейн, он был участником блокады Майнца, сражался под Реймсом и близ Парижа. По окончании Наполеоновских войн Жабокритский служил в полках: Украинском, 50-м егерском и Волынском пехотном. В последнем он в 1827 году получил чин штабс-капитана.
Во время Польского мятежа 1831 года Жабокритский находился в составе действующей армии. Он участвовал в сражениях под Прагой (пригород Варшавы), на Гроховских высотах, при деревне Дембе-Велке. В сражении 29 марта у реки Мухавец близ города Седльце, Жабокритский в течение целого дня отбивался от превосходившего силами неприятеля и под конец он был захвачен в плен. После освобождения Жабокритский пожалован был, за отличие, чином подполковника.
В 1833 году участвовал в походе на Дунай, в княжества Молдавию и Валахию, в составе вспомогательного отряда. Этот отряд был послан российским императором Николаем I в помощь турецкому султану Махмуду II против восставшего египетского паши Мухаммеда-Али.
По возвращении в Россию, 6 декабря 1833 года Жабокритский был переведён в Житомирский егерский полк. Затем последовательно числился в Виленском егерском (1835), образцовом пехотном (1835-1836) и Литовском егерском (1836-1837) полках. В 1838 году Жабокритский произведён был в полковники, назначен командиром Украинского егерского полка и командовал им в течение 10 лет. Причём, неоднократно был удостоен Высочайшего благоволения. 5 декабря 1841 года награждён орденом Святого Георгия 4-й степени (№ 6418 по списку Григоровича — Степанова). 6 декабря 1847 года пожалован в генерал-майоры. 20 июня 1848 года Жабокритский был назначен командиром 1-й бригады 14-й пехотной дивизии.
В 1849 году участвовал в походе на Придунайские княжества по случаю Венгерского мятежа.
В Крымскую войну командовал 16-й пехотной дивизией, участвовал в защите Севастополя и за отличия в сражениях произведён 6 декабря 1854 года в генерал-лейтенанты, с утверждением в должности начальника дивизии. В особенности важны были действия Жабокритского в сражении при Инкермане, где он командовал резервами и прикрывал отступление русских войск. Во многом пассивные действия Жабокритского определили неудачу сражения. В дальнейшем, при обороне Селенгинского и Волынского редутов, а также Камчатского люнета — ключевых позиций обороны Севастополя, своими необоснованными распоряжениями Жабокритский значительно ослабил обороняющие их гарнизоны (сократив численность) перед самым штурмом 26 мая 1855 года, что привело к потере этих важных оборонительных рубежей. Когда солдаты с наблюдательных постов к вечеру заметили сбор и движение во французских траншеях и сообщили, что нужно ожидать немедленного штурма, все устремились за распоряжениями к генералу Жабокритскому, виновнику ослабления редутов и люнета. Но, узнав о готовящемся штурме, генерал Жабокритский внезапно объявил, что ему нездоровится, и, бросив все на произвол судьбы, не сделав никаких распоряжений, оставил позиции и уехал от назойливых вопросов на другой конец города. Это дало повод некоторым обвинять Жабокритского в прямой измене, в чем его подозревали тогда и позже многие. Дело было вовсе не в «измене», а в бездарности, военной невежественности, полном равнодушии к делу. Инженер-генерал Э. И. Тотлебен писал: «Но, вместо того, чтобы принять меры для усиления гарнизонов этих укреплений, генерал Жабокритский рапортовался больным и уехал на Северную сторону».
С 15 января 1856 года по 6 октября 1857 года Жабокритский был начальником штаба войск, охранявших Азовское побережье, после чего он командовал 6-й пехотной дивизией до 18 апреля 1860 года. Умер Иосиф Петрович Жабокритский 16 сентября 1866 года.

## Награды
- Орден Святой Анны 4-й степени (06.10.1813)
- Знак отличия за военное достоинство 3-й степени (1832)
- Орден Святого Станислава 2-й степени (09.08.1838)
- Орден Святого Георгия 4-й степени за 25 лет выслуги в офицерских чинах (05.12.1841)
- Императорская корона к ордену Святого Станислава 2-й степени (04.03.1843)
- Орден Святой Анны 2-й степени (02.09.1845)
- Орден Святого Владимира 3-й степени (02.05.1850)
- Орден Святого Станислава 1-й степени (06.12.1852)
- Орден Святой Анны 1-й степени (1860)